# Eric Whitacre
Eric Whitacre (ur. 2 stycznia 1970 w Reno w stanie Nevada) – amerykański kompozytor, dyrygent i mówca znany ze swoich kompozycji chóralnych i orkiestrowych. Zdobywca Nagrody Grammy w 2012 roku za swój album Light & Gold w kategorii Najlepsze Nagranie Chóralne (Best Choral Recording).

## Życiorys
Whitacre urodził się w Reno w stanie Nevada. W szkole był członkiem szkolnej orkiestry marszowej i grał w grupie techno-pop. Jego muzyczne pasje poszerzyły się podczas studiów na Uniwersytecie w Nevadzie, a momentem, który zmienił jego życie był koncert, na którym zaśpiewał Requiem Wolfganga Amadeusza Mozarta. Whitacre ukończył swoją pierwszą kompozycję, Go, Lovely Rose, w 1990 roku i ofiarował ją dyrygentowi chóru uniwersyteckiego Davidowi Weillerowi. Została ona później wydana wraz z dwoma innymi utworami jako Three flower songs. Po ukończeniu nauki w Nevadzie rozpoczął studiowanie kompozycji w Juilliard School w Nowym Jorku, którą ukończył z tytułem magistra w 1997. Już na tym etapie zauważono jego wczesne dzieła, które spotkały się z pozytywną opinią krytyków i zaczęły być wykonywane przez liczne zespoły chóralne w Stanach Zjednoczonych jak i w Europie. 
W kolejnych latach zdobył uznanie towarzystw kompozytorskich takich jak The American Choral Directors Association (ACDA) czy The American Composers Forum. Został również nagrodzony przez jury Barlow International Composition Competition. W 2001 został najmłodszym laureatem nagrody The Raymond C. Brook comission przyznawanym przez The American Choral Directors Association. W 2012 roku został laureatem Nagrody Grammy. Założył profesjonalny chór Eric Whitacre Singers, z którym wykonuje m.in. swoje kompozycje. Współpracował z takimi instytucjami i zespołami jak: BBC Proms, the London Symphony Orchestra, the Los Angeles Master Chorale, Minnesota Orchestra, Chanticleer, Dallas Winds, Royal Philharmonic Orchestra, The Tallis Scholars, the Berlin Rundfunkchor, oraz The King’s Singers. Od października do grudnia 2010 roku był wizytującym wykładowcą (visiting Fellow) w Sidney Sussex College, University of Cambridge. Skomponował wtedy kilka utworów dla tamtejszego chóru, oraz prowadził warsztaty dla studentów. Z kolei od 2011 do 2016 był kompozytorem honorowym (Composer in Residence) wspomnianego College. Od 2016 roku jest honorowym członkiem (Artist in Residence) Los Angeles Master Chorale. 

## Działalność muzyczna
Jego pierwszy album Light & Gold wydany przez Decca Records zdobył olbrzymią popularność i uznanie i w ciągu tygodnia od premiery znalazł się na szczytach list przebojów muzyki klasycznej w Wielkiej Brytanii i USA. W 2012 roku Whitacre otrzymał za niego Nagrodę Grammy w kategorii Najlepsze Nagranie Chóralne. Jego drugi album Water Night (również wydany przez Decca Records) w dniu premiery znalazł się na pierwszej pozycji w iTunes i tygodniku Billboard. W 2013 roku wespół z menedżerami z Music Productions stworzył nową markę UNQUIET, a tytuły które firmowała znalazły się na pierwszych miejscach wielu zestawień muzycznych. Jego musical Paradise Lost zdobył The Harold Arlen Award, oraz The Richard Rodgers Award i był nominowany do Los Angeles Stage Alliance Ovation Awards. Współpracował z nim Hans Zimmer podczas tworzenia muzyki do filmu Piraci z Karaibów: Na nieznanych wodach, oraz Batman v Superman: Świt sprawiedliwości.
Whitacre jest również twórcą projektu Virtual Choir (2010), którego idea zrodziła się po otrzymaniu od młodej dziewczyny nagrania, na którym wykonywała jeden z jego utworów. Kompozytor zachęcił do wysyłania mu nagranych partii wybranego do każdej edycji utworu, które następnie były montowane i prezentowane szerokiej publiczności. Łącznie odbyło się pięć edycji wydarzenia odpowiednio w latach: 2010, 2011, 2012, 2013 i 2018. W pierwszej edycji wzięło udział 185 wykonawców z 12 krajów, zaś w piątej zaśpiewało ponad 8000 osób ze 120 krajów. Virtual Choir 5 wykonał utwór Deep Field z 2015 roku, który stał się częścią podkładu muzycznego do filmu Deep Field. The Impossible Magnitude of the Universe, prezentującego zdjęcia wykonane przez Kosmiczny Teleskop Hubble’a, a zwłaszcza Głębokie Pole Hubble’a. Wraz z uczestnikami z całego świata podkład stworzyła Royal Philharmonic Orchestra, oraz Eric Whitacre Singers. Po dwóch miesiącach prób, w lipcu 2020 odbyła się premiera utworu Sing Gently, wykonanego przez ponad 17 500 chórzystów ze 129 krajów w ramach szóstej edycji Virtual Choir.

## Działalność jako mówca
Eric Whitacre był zapraszany jako prelegent przez takie instytucje jak ONZ czy Google; dwukrotnie występował na konferencji TED odbywającej się w Long Beach i po obu prezentacjach otrzymał owacje na stojąco. Jego TEDWeekend w 2011 roku współorganizowany przez The Huffington Post był jedną z najpopularniejszych edycji tego programu. Obecnie często prowadzi spotkania na wiodących światowych uniwersytetach. W styczniu 2013 roku został zaproszony na Światowe Forum Ekonomiczne w Davos, gdzie prowadził dyskusję o roli sztuki w społeczeństwie i wpływie technologii na sztukę, jak również dał prezentację na sesji końcowej. Jego działalność została nagrodzona honorowym patronatem ze strony Towarzystwa Filozoficznego Trinity College w Dublinie, nagrodą Absolwent Roku (2012) Uniwersytetu w Las Vegas, oraz SupportMusic Champion Award na NAMM Grand Rally for Education 2019.

## Życie osobiste
Od 1998 do 2017 był żonaty z izraelską śpiewaczką Hilą Pitmann. W marcu 2019 ożenił się z belgijską sopranistką Laurence Servaes. 